# Douwe van Dam

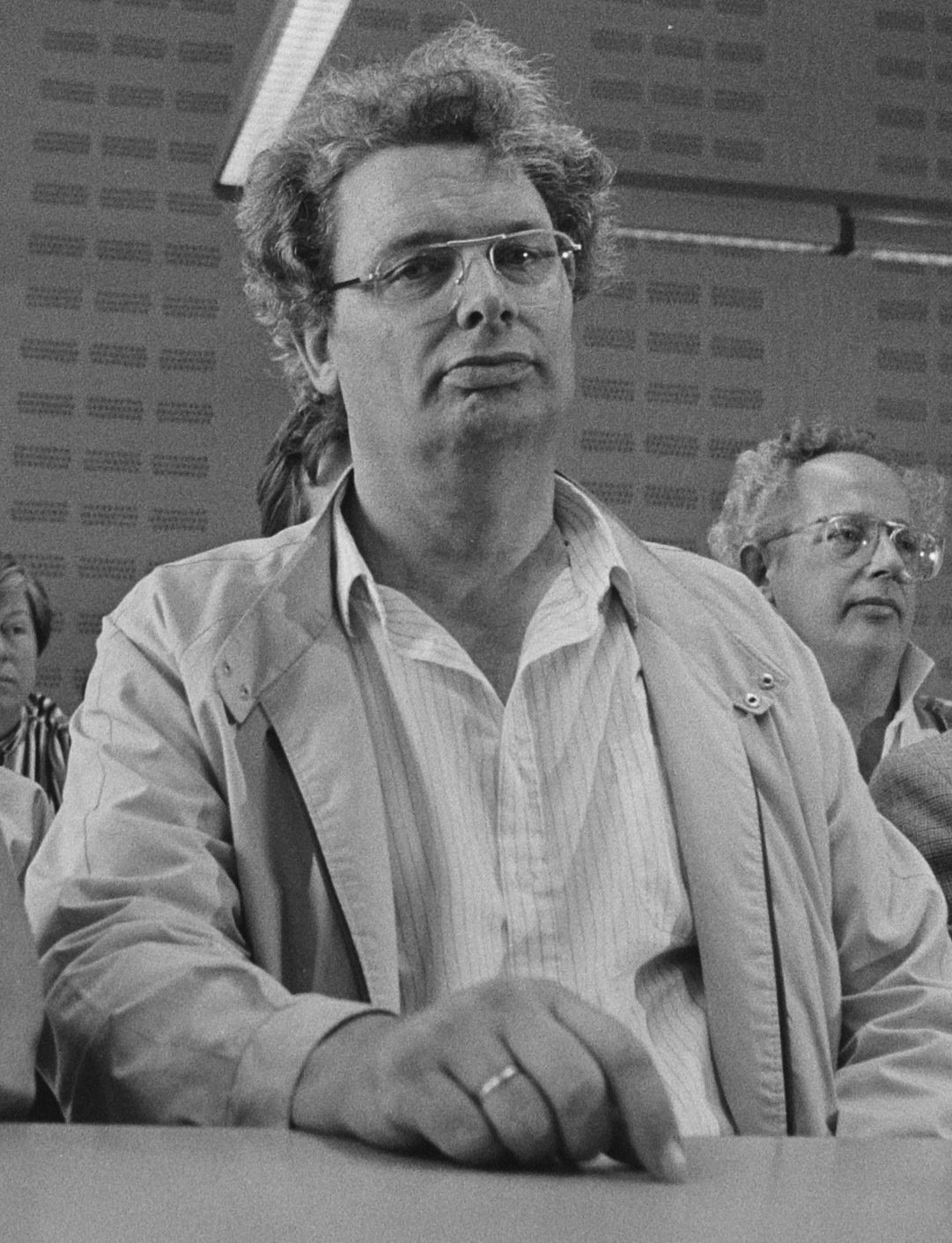
D. van Dam (1987)

Douwe van Dam (4 juli 1935 – 9 september 2006) was een Nederlands politicus van de PvdA.
Hij heeft 22 jaar gewerkt bij Philips Telecommunicatie Industrie (PTI) maar was daarnaast ook actief in de lokale politiek. In 1970 kwam hij in de Hilversumse gemeenteraad en daar is hij naast lijsttrekker ook fractievoorzitter en wethouder geweest. In oktober 1989 werd Van Dam benoemd tot burgemeester van Bergambacht. Dat zou hij blijven tot hij in augustus 2000 met pensioen ging.
Van Dam overleed zes jaar later op 71-jarige leeftijd.